# Good Girls (canção de Elle King)
"Good Girls" é uma canção composta e gravada pela cantora norte-americana Elle King, presente na trilha sonora oficial do remake de Ghostbusters. A canção foi lançada como o primeiro single para promoção da trilha-sonora do filme, que foi lançada um mês depois. 
A canção foi disponibilizada para venda na iTunes Store e para as plataformas de streaming em 3 de junho de 2016.

## Antecedentes e composição
A composição da canção ficou por conta da própria Elle King e seu colaborador de longa data, Dave Basset. Dave já havia trabalhado anteriormente com Elle nas faixas "Ex's & Oh's" e "Under the Influence", ambas lançadas como single e presentes em seu álbum de estreia, Love Stuff. Dave Basset também encarregou-se da produção da canção.

## Videoclipe

### Sinopse
Diversas cenas do filme são retratadas no vídeo (inclusive cenas inéditas), e no decorrer do mesmo podemos ver fantasmas antagônicos atrapalhando a diversão de diversas pessoas, e de início, Elle King parece não se importar com eles.
Porém no fim, Elle saca uma arma de prótons para derrubar uma dessas criaturas sobrenaturais, fazendo referência à mesma cena do filme. As atrizes Kristen Wiig, Kate McKinnon, Melissa McCarthy e Leslie Jones aparecem durante o clipe.

### Recepção
A revista americana Rolling Stone classificou o vídeo como "irreverentemente divertido", elogiando o timbre vocal de Elle na faixa. A revista Billboard, por sua vez, exaltou a atitude "bad ass" de Elle.

## Melhores posições nas paradas
| Parada (2016)                                           | Melhor posição |
| ------------------------------------------------------- | -------------- |
| Estados Unidos (Billboard Hot Rock & Alternative Songs) | 29             |